# Deepal S09

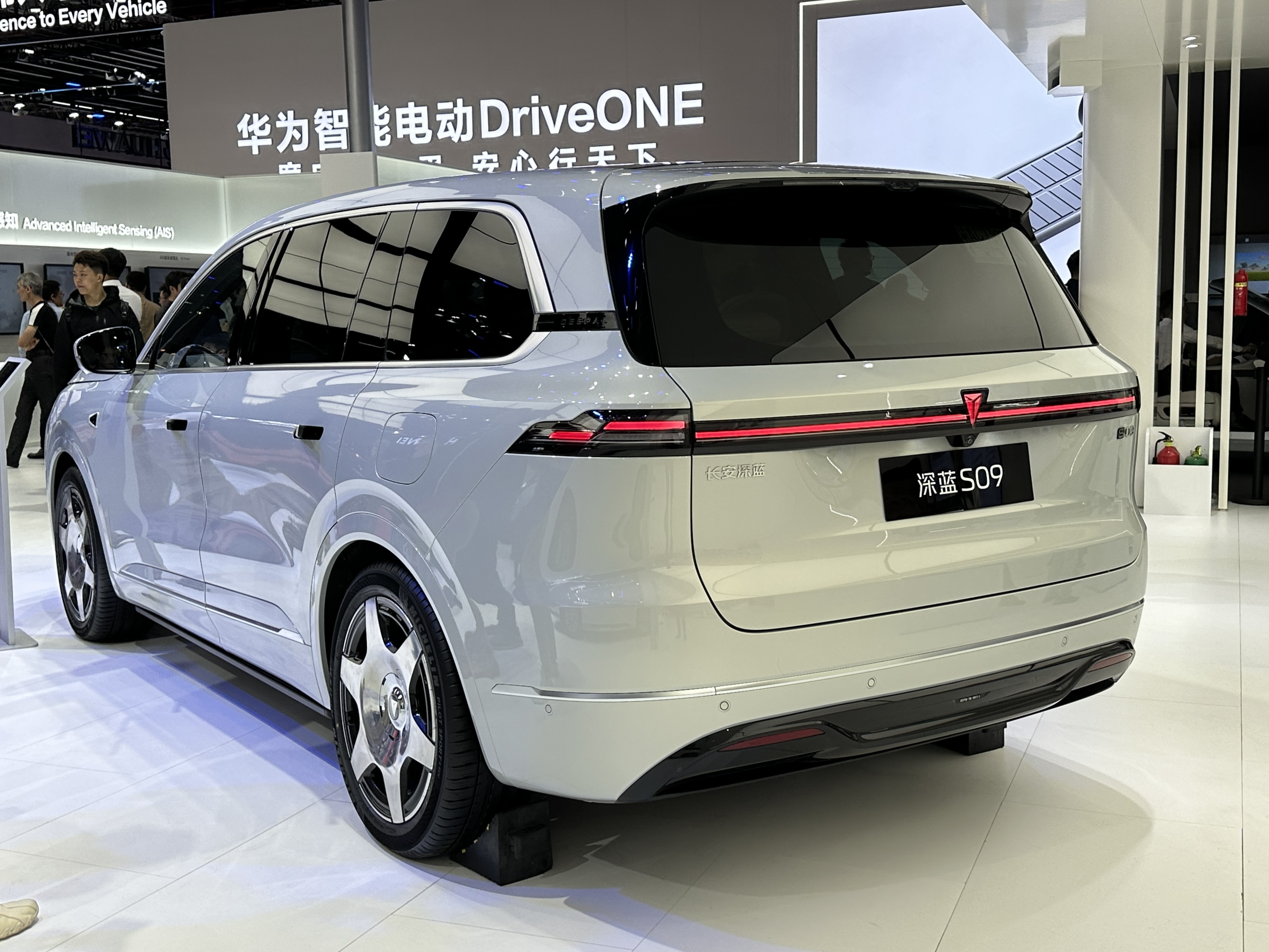
Вид сзади

Deepal S09 (кит. 深蓝S09; пиньинь Shēnlán S09) — полноразмерный SUV, выпускаемый с 2025 года китайской компанией Changan под брендом Deepal.

## Описание
Deepal S09 дебютировал в 2025 году на Шанхайском автосалоне. Как и S07, G318, L07 и S05, S09 базируется на платформе Changan EPA1. После G318, это второй автомобиль Deepal с полноприводным силовым агрегатом.
Продажи намечены на вторую половину 2025 года.
Deepal S09 оснащён системой безопасности Huawei ADAS. Фары и задние фонари соединены световой полосой.
В салоне имеется пара 15,6-дюймовых OLED-экранов. Комбинация приборов отображается на 43-дюймовом проекционном дисплее, разработанном компанией Huawei. Сзади имеется 21,3-дюймовый ЖК-экран с разрешением 3K, который складывается с потолка. В комплектацию также входит аудиосистема с 18 динамиками. В салоне также имеются одно беспроводное зарядное устройство для гаджетов и 10-литровый агрегат для нагрева или охлаждения еды.
Конкурентом является Volvo XC90.

## Технические характеристики
Deepal S09 выпускается исключительно в виде EREV. Во всех моделях применяется электродвигатель мощностью 231 кВт (310 л. с.), установленный сзади, а в полноприводных моделях применяется дополнительный электродвигатель мощностью 131 кВт (176 л. с.), установленный спереди. В качестве генератора используется 1,5-литровый рядный 4-цилиндровый двигатель внутреннего сгорания с турбонаддувом. Технология — Super Range Extension 2.0.
Напряжение бортовой сети составляет 800 В. Ёмкость литий-железо-фосфатного аккумулятора, поставляемого компанией CATL, составляет 40,18 кВт⋅ч.
За 10 минут автомобиль может проехать 300 км.
| Компоновка                                         | 2WD                                          | 4WD                                            |
| -------------------------------------------------- | -------------------------------------------- | ---------------------------------------------- |
| Годы производства                                  | с 04.2025                                    | с 04.2025                                      |
| Тип двигателя                                      | Электродвигатель + бензиновый двигатель (R4) | 2 электродвигателя + бензиновый двигатель (R4) |
| Рабочий объём                                      | 1497 см³                                     | 1497 см³                                       |
| Мощность заднего электродвигателя                  | 231 кВт (314 л. с.)                          | 231 кВт (314 л. с.)                            |
| Мощность переднего электродвигателя                | —                                            | 131 кВт (178 л. с.)                            |
| Мощность ДВС при об/мин                            | 110 кВт (150 л. с.) / 5000                   | 110 кВт (150 л. с.) / 5000                     |
| Суммарная мощность                                 | 231 кВт (314 л. с.)                          | 362 кВт (493 л. с.)                            |
| Крутящий момент заднего электродвигателя           | 375 Н⋅м                                      | 375 Н⋅м                                        |
| Крутящий момент переднего электродвигателя         | —                                            | 262 Н⋅м                                        |
| Крутящий момент ДВС при об/мин                     | 220 Н⋅м / 3200–4200                          | 220 Н⋅м / 3200–4200                            |
| Крутящий момент электродвигателя                   | 375 Н⋅м                                      | 637 Н⋅м                                        |
| Привод                                             | Задний                                       | Полный                                         |
| Масса                                              | 2510—2590 кг                                 | 2668 кг                                        |
| Максимальная скорость                              | 205 км/ч                                     | 205 км/ч                                       |
| Разгон, 0–100 км/ч                                 | 7,9 сек.                                     | 5,9 сек.                                       |
| Расход топлива, л/100 км (суммарный, WLTP)         | 0,8 л                                        | 0,9 л                                          |
| Объём бака                                         | 50 л                                         | 50 л                                           |
| Энергоёмкость литий-железо-фосфатного аккумулятора | 40,18 кВт⋅ч                                  | 40,18 кВт⋅ч                                    |
| Запас хода по циклу WLTP                           | 180 км                                       | 170 км                                         |
| Экологический класс                                | China VIb                                    | China VIb                                      |